# Decauville-Bahn Moschopotamos–Paralia
| Die Decauville-Bahn am Strand in Paralia |                     |                                                    |                                                    |
| Strecke auf einer deutschen topographischen Karte von 1941 Ungefährer ehemaliger Streckenverlauf auf Karte von 2024 |                     |                                                    |                                                    |
| Streckenlänge: | 27 km               |                                                    |                                                    |
| Spurweite: | 600 mm (Schmalspur) |                                                    |                                                    |
| |                     |                                                    |                                                    |
| \| \| 27 \| Moschopótamos (Dryanista) Μοσχοπόταμος (Δρυάνιστα) \| Moschopótamos (Dryanista) Μοσχοπόταμος (Δρυάνιστα) \| \| \| 21 \| Lagorrachi Λαγόρραχη \| Lagorrachi Λαγόρραχη \| \| \| \| Portes Πόρτες \| \| \| \| 14 \| Aronas Αρωνάς \| Aronas Αρωνάς \| \| \| \| Bahnstrecke Piräus–Thessaloniki \| \| \| \| 6,5 \| Katerini Κατερίνη \| Katerini Κατερίνη \| \| \| 2 \| Kallithea Καλλιθέα \| Kallithea Καλλιθέα \| \| \| 0 \| Paralia Katerinis Παραλία Κατερίνης \| Paralia Katerinis Παραλία Κατερίνης \| \| \| \| Hölzerner Pier: Skala Vromeris Σκάλα Βρωμερής \| \| \| \| \| \| \| |                     |                                                    |                                                    |
| Betriebs-/Güterbahnhof Streckenanfang (Strecke außer Betrieb) | 27                  | Moschopótamos (Dryanista) Μοσχοπόταμος (Δρυάνιστα) | Moschopótamos (Dryanista) Μοσχοπόταμος (Δρυάνιστα) |
| Blockstelle (Strecke außer Betrieb) | 21                  | Lagorrachi Λαγόρραχη                               | Lagorrachi Λαγόρραχη                               |
| Blockstelle (Strecke außer Betrieb) |                     | Portes Πόρτες                                      | Portes Πόρτες                                      |
| Blockstelle (Strecke außer Betrieb) | 14                  | Aronas Αρωνάς                                      | Aronas Αρωνάς                                      |
| Kreuzung geradeaus unten (Strecke geradeaus außer Betrieb) |                     | Bahnstrecke Piräus–Thessaloniki                    | Bahnstrecke Piräus–Thessaloniki                    |
| Bahnhof (Strecke außer Betrieb) | 6,5                 | Katerini Κατερίνη                                  | Katerini Κατερίνη                                  |
| Haltepunkt / Haltestelle (Strecke außer Betrieb) | 2                   | Kallithea Καλλιθέα                                 | Kallithea Καλλιθέα                                 |
| Bahnhof (Strecke außer Betrieb) | 0                   | Paralia Katerinis Παραλία Κατερίνης                | Paralia Katerinis Παραλία Κατερίνης                |
| Betriebs-/Güterbahnhof Ende Hochstrecke (Strecke außer Betrieb) |                     | Hölzerner Pier: Skala Vromeris Σκάλα Βρωμερής      | Hölzerner Pier: Skala Vromeris Σκάλα Βρωμερής      |
| |                     |                                                    |                                                    |

Die Decauville-Bahn Moschopotamos–Paralia war eine von 1918 bis 1929 genutzte, etwa 27 km lange Feldbahn mit 600-mm-Spurweite von den Braunkohlegruben bei Moschopotamos (Dryanista) zum hölzernen Pier von Paralia in Griechenland.

## Geschichte

### Bau und Betrieb
Die heute nahezu vergessene Decauville-Bahn wurde 1918, während des Ersten Weltkriegs, gebaut, um Braunkohle nach Thessaloniki zu verschiffen, wo sie von den alliierten Streitkräften an der makedonischen Front benötigt wurde. Die Bahngleise wurden von der britischen 117 Company Royal Engineers mit vorgefertigten Gleisjochen auf einer aufgeschütteten Trasse verlegt und am 1. September 1918 in Betrieb genommen. Die Ausbeutung der Braunkohle-Vorkommen trug wesentlich zur wirtschaftlichen und sozialen Entwicklung Pierias bei. Die Bahn diente vor allem dem Transport von Braunkohle und außerdem dem Personenverkehr von Katerini zur Küste, bis sie 1929 stillgelegt wurde. Einige Streckenabschnitte waren von 1929 bis zum Ende des Zweiten Weltkriegs noch gelegentlich in Betrieb.
Während des Ersten Weltkriegs förderte die Braunkohlengrube 3 Tonnen Kohle pro Tag. Ursprünglich wurde sie von den Briten betrieben. Nach Kriegsende wurden die Braunkohlegruben dem griechischen Staat übertragen, der sie den Athener Geschäftsleuten V. und A. Georgiou zur Ausbeutung überließ, die eine Bergbau-Aktiengesellschaft mit dem Namen Dryanista und Sitz in Athen gründeten. Die Ausbeutung der Gruben wurde bis 1953 in Form von Kohle mit geringer Ausbeute fortgesetzt, während der Transport ab 1925 mit Lastwagen erfolgte. Während des Zweiten Weltkriegs (1941–1944) wurde die Braunkohlegrube von den Deutschen beschlagnahmt. Nach 1953 wurde der Abbau in größerem Umfang fortgesetzt, zunächst in unterirdischen Stollen, dann im Tagebau, der schließlich Ende 1990 eingestellt wurde. In dieser Zeit ging die Ausbeutung von den Brüdern Georgiou auf die General Partnership of Pieria P. Tsaka Mining Company und in den letzten Jahren auf die Community Mining Company of Mining of Lignite of Moschopotamos über, die auf dem Papier noch existiert.

### Überreste

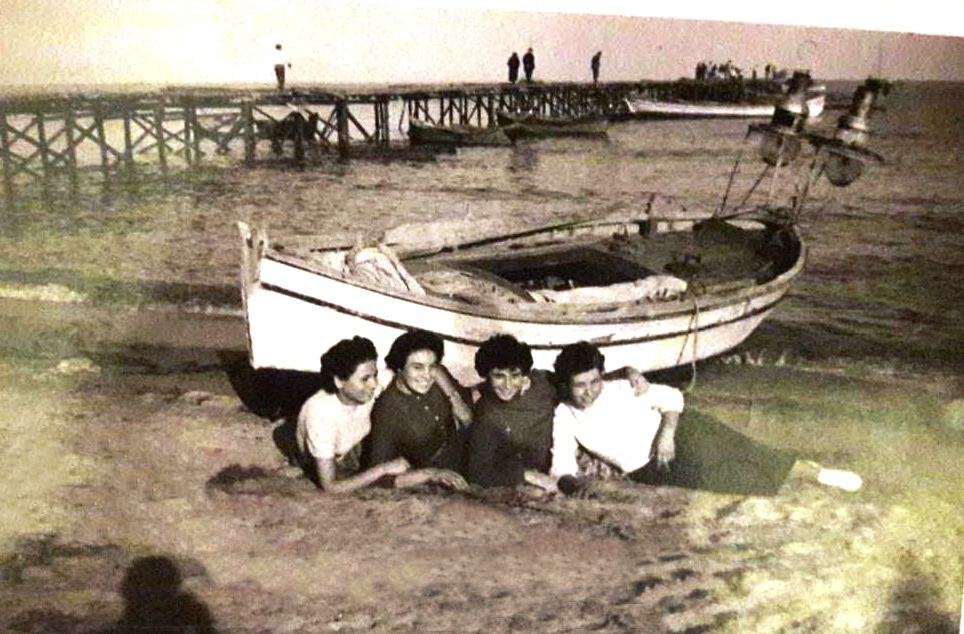
Die Braunkohle wurde an dem hölzernen Pier von Paralia von den Kipploren in Boote umgeladen, um 1950

Heute sind von der Infrastruktur der Bahnstrecke (Betonsockel, Schienen usw.) nur noch wenige sichtbare Reste übrig. Die Bahnstrecke wurde durch Land- und Stadtstraßen ersetzt. Ein großer Teil des Netzes ging aufgrund der sandigen Bodenbeschaffenheit in Ufernähe und durch Überschwemmungen verloren. Der Wiederaufbau und die Wiederinbetriebnahme der Bahnstrecke für touristische Zwecke ist voraussichtlich nicht möglich, aber eine alternative touristische Attraktion könnte durch die Markierung eines Wanderwegs auf der ehemaligen Trasse der Decauville-Bahn möglich sein. Am 21. September 2011 stellte Athanasios Papageorgiou, Mitglied des Parlaments aus dem Wahlkreis Pieria, eine parlamentarische Anfrage an den Minister für Umwelt, Energie und Klimawandel, ob es einen Plan zur Förderung der über 145.000 Tonnen Braunkohle in Griechenland gäbe, und insbesondere zur Bewertung der Eignung der Kohlebergwerke von Pieria in der Umgebung von Moschopotamos und Meliadi. In einigen Teilen der ehemaligen Bahnstrecke wurden bereits Erholungsgebiete, Wege und Aussichtspunkte angelegt.